# Granisotoma
Genre
Granisotoma est un genre de collemboles de la famille des Isotomidae.

## Liste des espèces
Selon Checklist of the Collembola of the World (version du 5 septembre 2019) :
- Granisotoma communa (Mac Gillivray, 1896)
- Granisotoma danilevskyi (Martynova, 1968)
- Granisotoma rainieri (Folsom, 1937)
- Granisotoma sadoana Yosii, 1965
- Granisotoma sinensis Huang & Liang, 1991

## Publication originale
- Stach, 1947  : The Apterygotan fauna of Poland in relation to the world-fauna of this group of insects. Family : Isotomidae Acta Monographica Musei Historiae Naturalis, Kraków, p. 1-488.